# Avon (Yerres)
Der Avon ist ein Fluss in Frankreich, der im Département Seine-et-Marne in der Region Île-de-France verläuft. Er entspringt  im Gemeindegebiet von Quiers, entwässert generell Richtung Westnordwest und mündet nach rund 21 Kilometern im Gemeindegebiet von Ozouer-le-Voulgis als linker Nebenfluss in die Yerres.

## Orte am Fluss
(Reihenfolge in Fließrichtung)
- Quiers
- Mormant
- Pecqueux, Gemeinde Aubepierre-Ozouer-le-Repos
- Guignes
- Nogent sur Avon, Gemeinde Yèbles